# Antoine Montader
Antoine dit Antoine Alexandre Montader est un avocat français, né le 21 juin 1815 à Clermont-Ferrand et mort le 30 août 1867 à Clermont-Ferrand.

## Biographie
Fils de François Montader, poêlier, et de Marie Guillaume, Antoine Montader nait le 21 juin 1815, au domicile de ses père et mère situé à Clermont-Ferrand, canton sud-ouest, place sous la Préfecture.
Il épouse, le 30 décembre 1850, à Clermont-Ferrand, Jeanne Marie Anne Boirot (1833-1918), fille de Charles Antoine Boirot, avocat, et d'Anne Bardon. Antoine Félix Jouvet, avocat, membre du conseil général et ancien député du Puy-de-Dôme sera son témoin.
De ce mariage, naissent :
- Anne Marie Antoinette (1851-1851[4])

- Anne Marie Antoinette dite Anna Montader-Boirot (1853[5]-1878[6]),
- Marie Charles Antoine (1856[7]-...)

Il décède le 30 août 1867 en son domicile situé à Clermont-Ferrand, canton sud, rue Domat, maison Sauret.

## Carrière juridique
Après avoir suivi les cours dispensés à la faculté de droit de Paris, il est admis au doctorat en droit, le 31 août 1827 et s'inscrit au barreau de Paris, comme avocat stagiaire.
Il s'inscrit, par la suite, au barreau de Clermont-Ferrand, dont il sera élu bâtonnier, en 1859, faisant suite à Antoine Jouvet.

## Carrière politique
Il est élu, le 19 juin 1864, conseiller général dans le canton de Clermont-Ferrand sud-ouest, faisant suite à Pierre-Hector Aubergier-Costes, il prête serment le 22 août suivant. Il occupe ces fonctions jusqu'à son décès, en 1867.
En sa qualité de conseiller général, il est désigné, en 1866, membre de la commission départementale pour l'enquête agricole ordonnée par décret impérial du 28 mars précédent.

## Carrière administrative
À la suite des événements de 1848, il est nommé conseiller de préfecture, le 11 mars 1848, par le commissaire du gouvernement provisoire pour le département du Puy-de-Dôme, Agénor Altaroche, et installé le 21 mars suivant. Il est maintenu en poste, le 4 septembre 1848, jusqu'au 28 février 1849, date à laquelle il est remplacé par Léon Fleury, réintégré dans ses anciennes fonctions,.

## Distinctions
Le 9 novembre 1843, il est admis à la correspondance de l'Académie des sciences, belles-lettres et arts de Clermont-Ferrand.
En 1861, à l'occasion des funérailles de Junius Verdier-Latour et en sa qualité de bâtonnier de l'ordre des avocats du barreau de Clermont-Ferrand, il rend hommage au défunt dans un long discours.
Le 8 juillet 1862, il est nommé chevalier de la Légion d'Honneur, en sa qualité de bâtonnier.
À son décès, il est membre de l'administration des hospices de la ville de Clermont-Ferrand.
En 1865, il est désigné pour faire partie du comité départemental de l'exposition universelle de 1867 pour le département du Puy-de-Dôme.

## Sources
1. ↑  Archives départementales du Puy-de-Dôme - Registre des naissances de la ville de Clermont-Ferrand - Année 1815 - Cote 6 E 113 51 - p. 81/188 (https://www.archivesdepartementales.puydedome.fr/ark:/72847/vta98d44ec5fdc37faa/daogrp/0/layout:table/idsearch:RECH_457404a4ac927a13ef021bc7ead9753e#id:395988811?gallery=true&brightness=100.00&contrast=100.00&center=1912.500,-1376.500&zoom=6&rotation=0.000)
2. ↑  Max Boirot, Histoire des Seigneurs d'Arçon et de la Mothe d'Arçon, Moulins, Les Imprimeries réunies, 1929 (lire en ligne), p. 185
3. ↑  Archives départementales du Puy-de-Dôme - Registre des mariages de la ville de Clermont-Ferrand - Année 1850 - Cote 6 E 113 165 - p. 187 et 188/195 (https://www.archivesdepartementales.puydedome.fr/ark:/72847/vtae1167dba371c6716/daogrp/0/layout:table/idsearch:RECH_ec0b920beb5e028d5d8d5c7accdb2392#id:724061236?gallery=true&brightness=100.00&contrast=100.00&center=1296.000,-936.000&zoom=6&rotation=0.000)
4. ↑  Archives départementales du Puy-de-Dôme - Registre des décès de la ville de Clermont-Ferrand - Année 1851 - Cote 6 E 113 246 - p. 184/214 (https://www.archivesdepartementales.puydedome.fr/ark:/72847/vta90d98311386c8551/daogrp/0/layout:table/idsearch:RECH_e0d32ad524c45491d8089e13da8e18af#id:1547375017?gallery=true&brightness=100.00&contrast=100.00&center=960.000,-702.000&zoom=6&rotation=0.000)
5. ↑  Archives départementales du Puy-de-Dôme - Registre des naissances de la ville de Clermont-Ferrand - Année 1853 - Cote 6 E 113 89 - p. 42/191 (https://www.archivesdepartementales.puydedome.fr/ark:/72847/vta4579ba0c43d2f889/daogrp/0/layout:table/idsearch:RECH_ed4f9e462698addfd849353d7fa0fd6c#id:2034647888?gallery=true&brightness=100.00&contrast=100.00&center=1424.977,-2049.886&zoom=9&rotation=0.000)
6. ↑  Archives départementales de l'Allier - Registre des décès de la ville de Vicq - 1796-1902 - Cote 2 MI EC 312 6 - p. 723/884 (recherche.archives.allier.fr/ark:/84133/a0115193735743H9Jm6/1/1)
7. ↑  Archives départementales du Puy-de-Dôme - Registre des naissances de la ville de Clermont-Ferrand - Année 1856 - Cote 6 E 113 92 - p. 135/226 (https://www.archivesdepartementales.puydedome.fr/ark:/72847/vtaa9d1b52095405d6a/daogrp/0/layout:table/idsearch:RECH_08815a91de5e5d9dfcc5bdf7cab3d777#id:1007773663?gallery=true&brightness=100.00&contrast=100.00)
8. 1 2  Archives départementales du Puy-de-Dôme - Registre des décès de la ville de Clermont-Ferrand - Année 1867 - Cote 6 E 113 262 - p. 182 et 183/270 (https://www.archivesdepartementales.puydedome.fr/ark:/72847/vta40309f090ab3c1fc/daogrp/0/layout:table/idsearch:RECH_bc8297155a6ef5859db6a05a85590bf6#id:605985357?gallery=true&brightness=100.00&contrast=100.00)
9. ↑  A. de Fontaine de Resbecq, Notice sur le doctorat en droit avec un tableau de l'enseignement et des études dans les facultés de droit et une analyse chronologique des lois, statuts, décrets, règlements et circulaires relatifs à cet enseignement, de 1791 à 1857, suivie de la liste générale des docteurs admis depuis 1806 jusqu'à 1857 et du catalogue raisonné des thèses soutenues de 1851 à 1857, Paris, Auguste Durand, libraire, 1857 (lire en ligne), p. 52
10. ↑  « Chronique locale », Le Moniteur du Puy-de-Dôme,‎ 1er septembre 1867, p. 2 (lire en ligne)
11. 1 2  Georges Bonnefoy, Histoire de l'administration civile dans la province d'Auvergne et le département du Puy-de-Dôme depuis les temps les plus reculés jusqu'à nos jours, suivie d'une revue biographique illustrée des membres de l'état politique moderne (députés et sénateurs) - Premier volume, Paris, Librairie historique des Provinces Émile Lechevalier, 1895 (lire en ligne), p. 609, 610 et 653
12. ↑  Procès-verbal des opérations du Conseil général du Puy-de-Dôme - Session de 1864, Clermont-Ferrand, Typographie de Mont-Louis, libraire, 1864 (lire en ligne), p. 4
13. ↑  Ministère de l'agriculture, du commerce et des travaux publics, Enquête agricole - Deuxième série - Enquêtes départementales - 9ème circonscriptions - Allier-Puy-de-Dôme-Nièvre, Paris, Imprimerie impériale, 1867 (lire en ligne), p. 38
14. ↑  « Intérieur », Le Constitutionnel,‎ 7 septembre 1848, p. 2 (lire en ligne)
15. ↑  « Partie officielle », Le Moniteur universel : Journal officiel de la République française,‎ 1er mars 1849, p. 2 (lire en ligne)
16. ↑  Académie des Sciences, Belles-Lettres et Arts de Clermont-Ferrand, Annales scientifiques, littéraires et industrielles de l'Auvergne - Tome vingtième, Clermont-Ferrand, Thibaud-Landriot frères, libraires-éditeurs, 1847 (lire en ligne), p. 13
17. ↑  Obsèques de M. Verdier-Latour, conseiller à la cour impériale de Riom, chevalier de la légion d'honneur, ancien maire de la ville de Clermont et ancien bâtonnier du barreau de cette ville, Clermont-Ferrand, Imprimerie de Paul Hubler, libraire, 1861 (lire en ligne), discours de M. Montader, bâtonnier de l'ordre des avocats près le tribunal de Clermont - p. 13
18. ↑  Base Leonore - Notice n°LH/1913/2 (http://www2.culture.gouv.fr/LH/LH169/PG/FRDAFAN83_OL1913002V001.htm)
19. ↑  « Documents officiels - Comités départementaux (suite.) », Le Moniteur de l'exposition universelle de 1867,‎ 3 décembre 1865, p. 6 (lire en ligne)
20. ↑  « Exposition universelle de 1867 - Comités départementaux (suite) », Propagation industrielle,‎ 2 mars 1867, p. 71 (lire en ligne)